# Programmed Data Processor

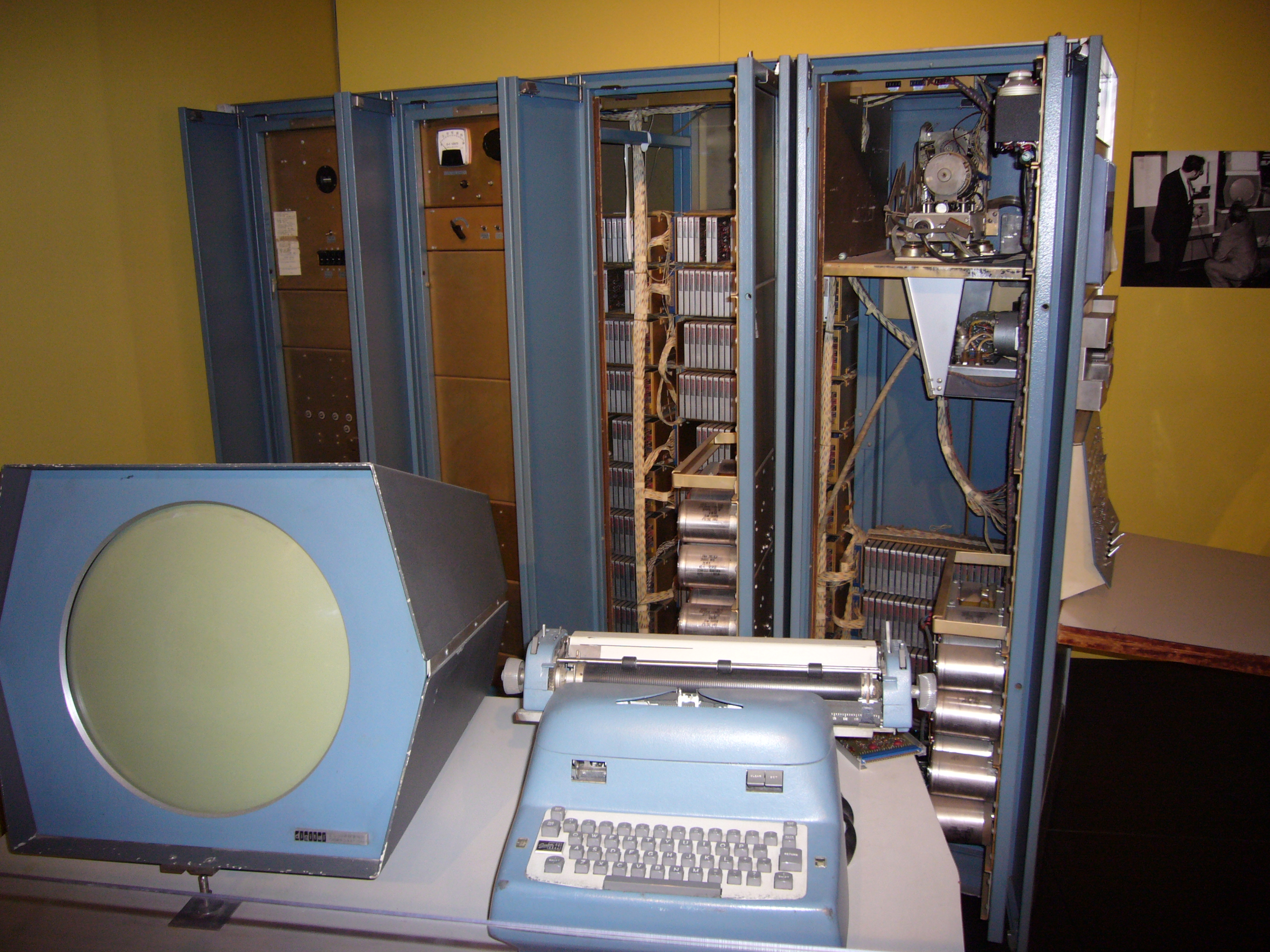
PDP-1.

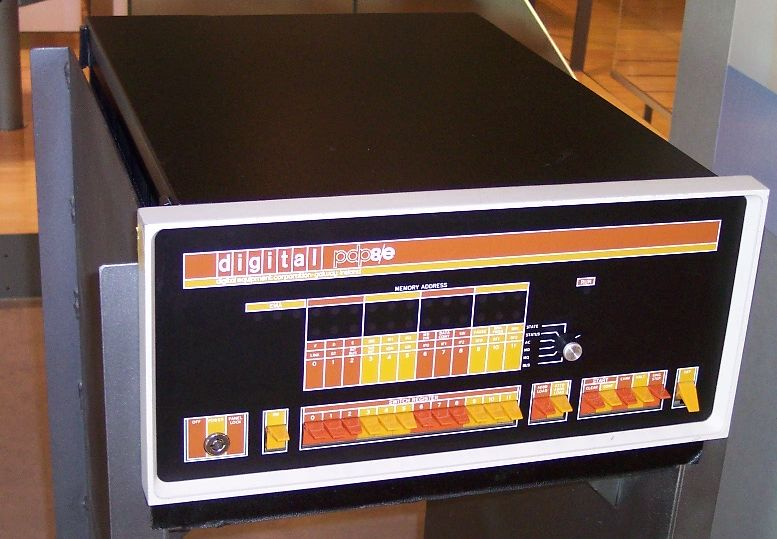
DEC PDP 8e, ordenador de 12 bits, año 1965.

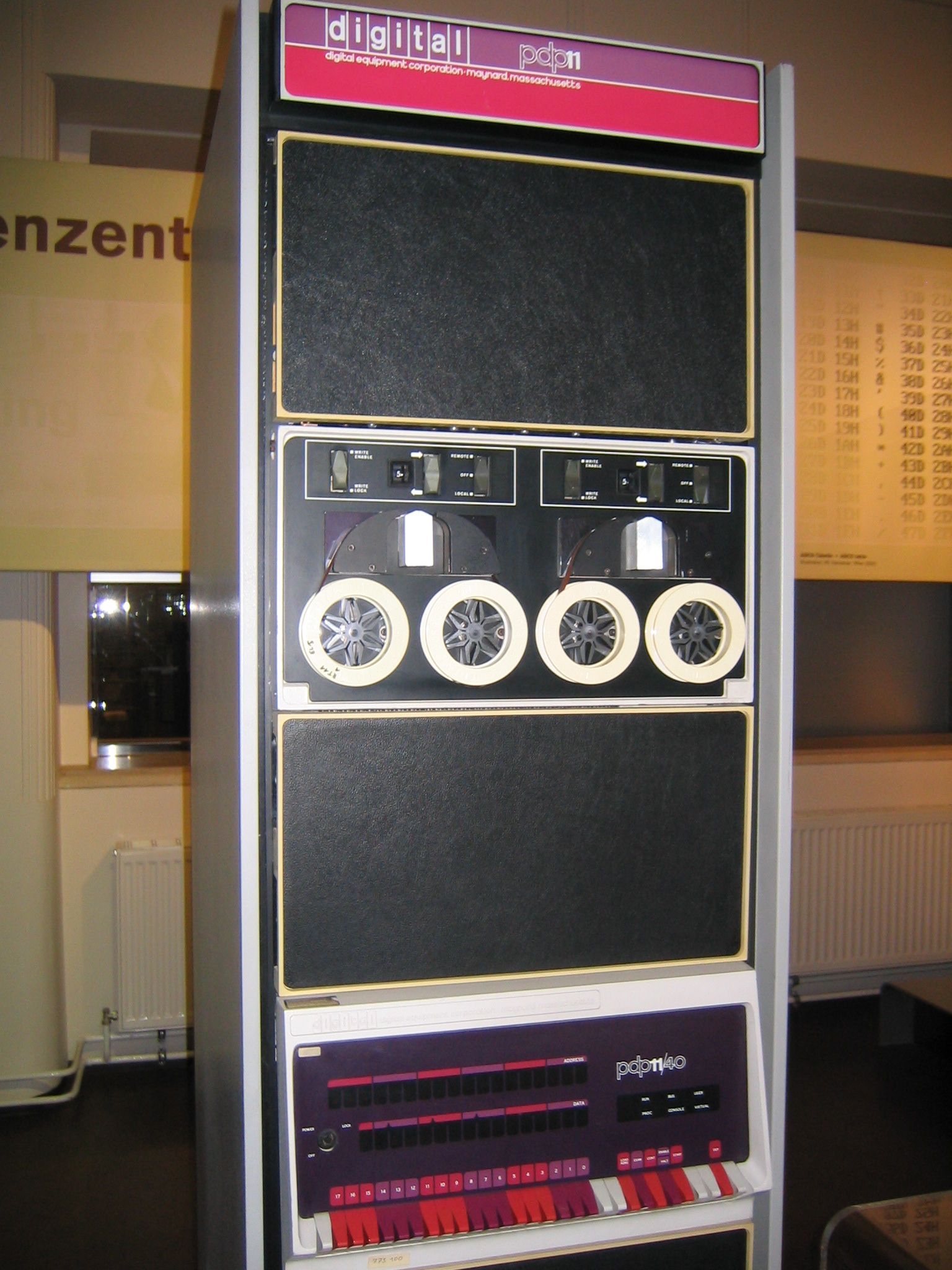
PDP-11/40.

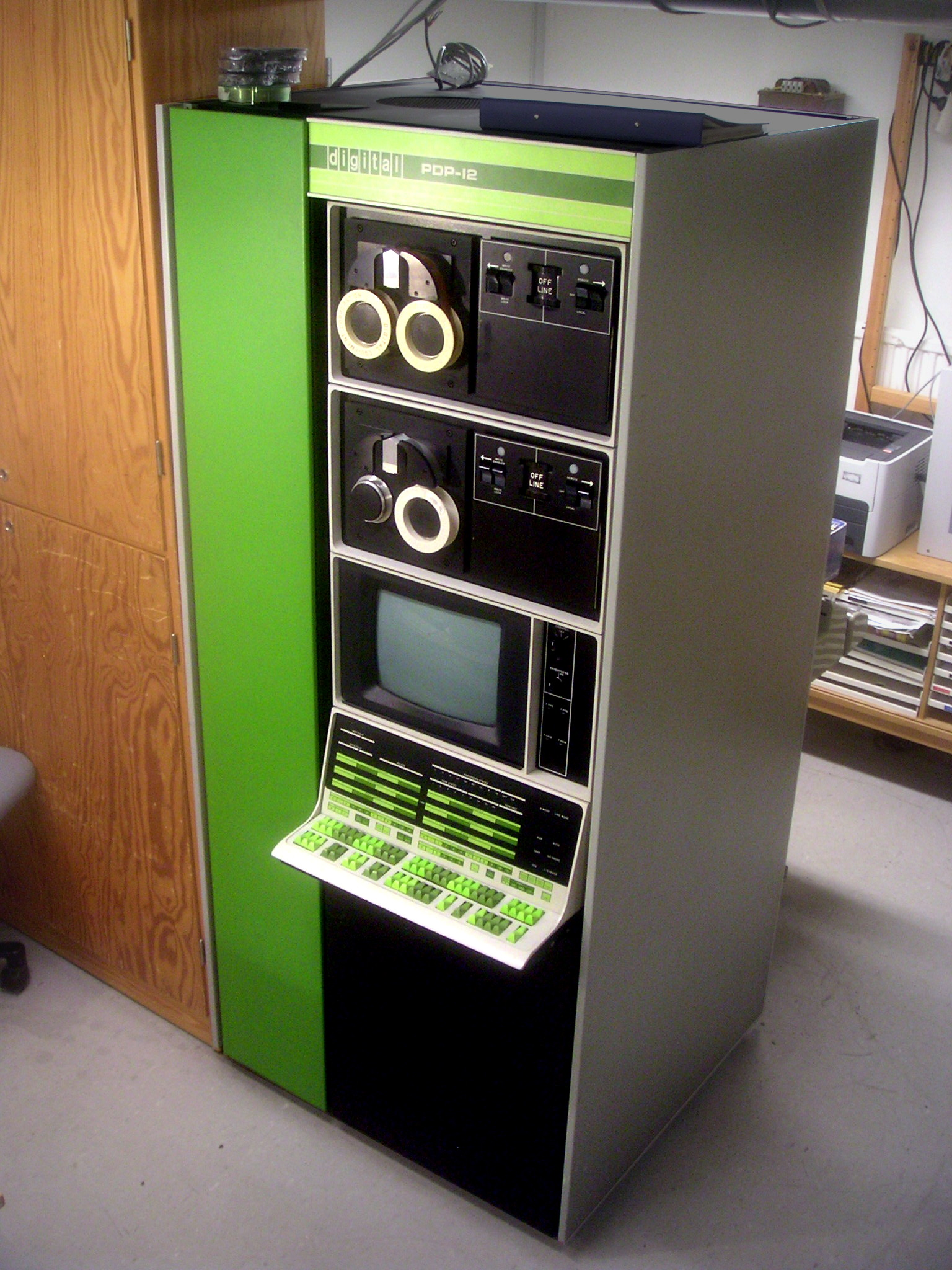
PDP-12.

Los Programmed Data Processor (a menudo también Programmable Data Processor abreviado PDP) son una serie de ordenadores fabricados por la compañía Digital Equipment Corporation en la década de los 60. El nombre PDP evita intencionadamente la palabra "ordenador", ya que en aquella época los ordenadores tenían la reputación de ser máquinas enormes, complicadas y caras. Así, los principales inversores de la empresa no estaban dispuestos a financiar los intentos de Digital de construir un "ordenador".
El PDP-1 fue el primer ordenador diseñado y construido por Digital, y es considerado también el primer miniordenador de la historia.
Las familias de PDPs agrupan a las diferentes versiones de acuerdo con la longitud de sus palabras (16 bits, 32 bits, etc.).

## La serie PDP

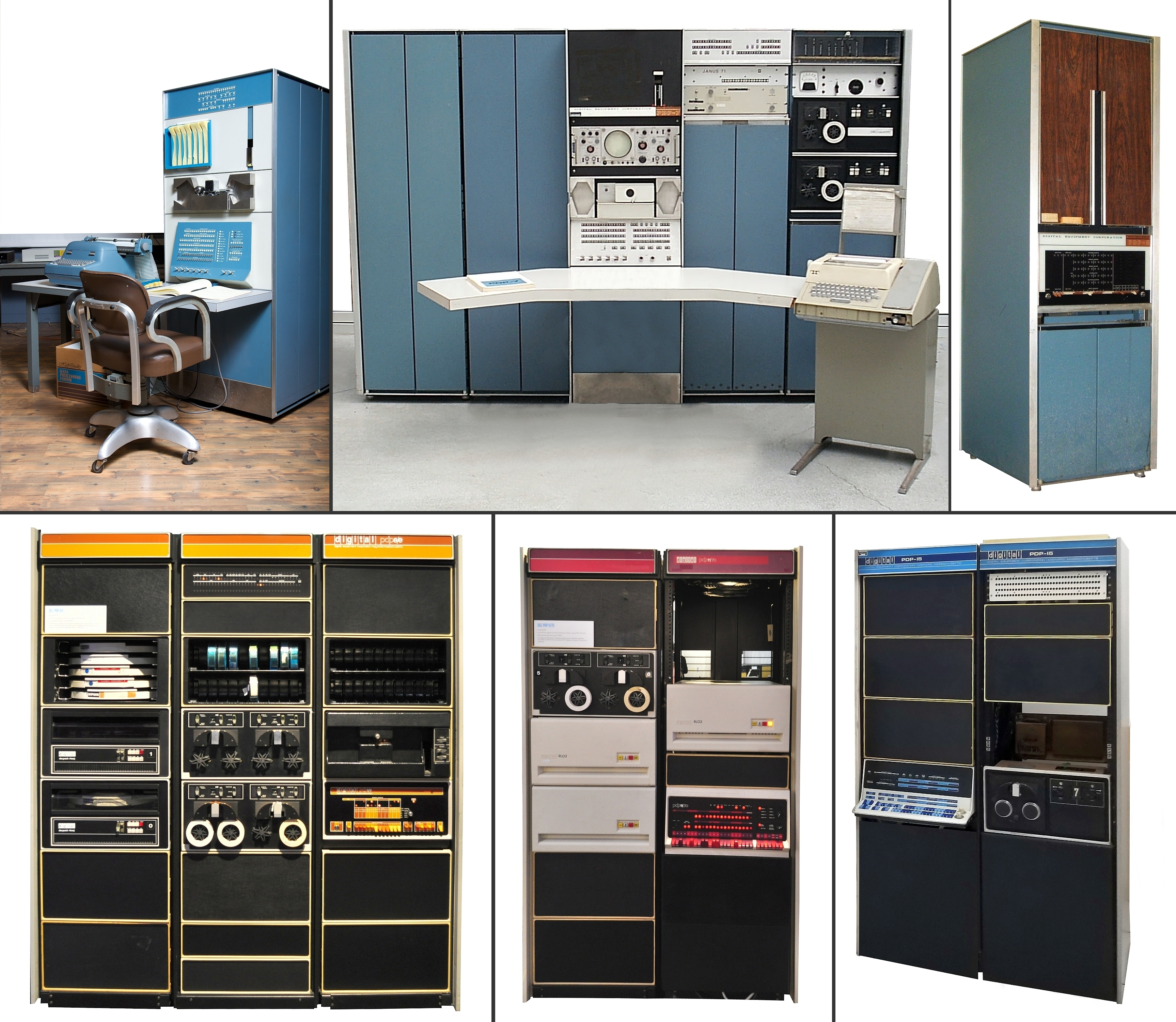
Seis Minicomputadoras de Digital Equipment Corporation (DEC) desde 1957 hasta finales de 1970, entre paréntesis el año de introducción:(fila superior:) PDP-1 (1959), PDP-7 (1964), PDP-8 (1965); segunda fila: PDP-8/E (1970), PDP-11/70 (1975), PDP-15 (1970).Los años son del elemento Wikidata de cada modelo o de los respectivos en-artículos.

En 1959, la compañía Digital empezó a diseñar el que sería su primer ordenador, el PDP-1.
A partir de entonces,esta empresa se dedicó a construir sistemas con diferentes arquitecturas:
PDP-1 (1959)el primer ordenador de Digital, de 18 bits, usado en los primeros trabajos de sistema operativo de tiempo compartido y prominente en los inicios de la cultura hacker. Para este computador fue diseñado el que se cree es el primer videojuego de la historia, el Spacewar!. Venía acompañado de un monitor CRT, lo cual demuestra el interés de la compañía en hacer accesible sus ordenadores a todo el mundo.
PDP-2 (-)ordenador con arquitectura de 24 bits, que nunca se llegaría a desarrollar.
PDP-3la primera máquina de 36 bits construida por DEC, aunque nunca la ofrecieron comercialmente. Se construyó un solo PDP-3 en el Instituto de Ingeniería Científica de la CIA en Waltham, MA, para procesar los datos de la firma de radar del avión de reconocimiento Lockheed A-12 en 1960. Similar al PDP-1, pero con palabras de 36 bits.
PDP-4 (1963)en teoría se trataba de una versión lenta y barata del PDP-1, pero no tuvo demasiado éxito comercial. Las PDP posteriores de 18 bits están basadas en su juego de instrucciones. Uno de los compradores de esta máquina fue el Atomic Energy of Canada. La sede en Chalk River, Ontario, poseía uno de los primeros PDP-4 con un sistema de visualización y un nuevo PDP-5 como interfaz para el reactor de investigación de instrumentación y control.
PDP-5 (1963)la primera máquina de 12 bits de Digital. Como característica destacada, el ordenador utilizaba la posición 0 de la memoria como contador de programa (program counter), en vez de un registro específico.
PDP-6 (1964)máquina de 36 bits con una arquitectura elegante, y un tamaño superior a los mini-ordenadores tradicionales de Digital.
PDP-7diseñado para ser el sustituto del PDP-4. La primera versión de Unix fue diseñada por los laboratorios Bell en este ordenador.
PDP-8 (1965)ordenador de 12 bits con un conjunto de instrucciones muy reducido. Fue el primer gran éxito de Digital, siendo considerado el primer "ordenador personal" o mini-ordenador en llegar al público. Muchas escuelas, universidades y laboratorios compraron este modelo. Su precio era de unos USD18.000, un precio relativamente bajo si lo comparamos con otros ordenadores de propósito general de la época. Edson de Castro, que había sido un miembro clave del equipo de diseño, dejó la empresa para formar Data General, cuando su diseño para un sucesor de 16-bit para la PDP-8 fue rechazado en favor de la PDP-11; el "PDP-X" no se asemeja a la Data General Nova, a pesar del mito.
LINC-8Un híbrido entre el LINC y el PDP-8; con dos juegos de instrucciones. Progenitor del PDP-12.
PDP-9sucesor del PDP-7, fue la primera máquina microprogramable de Digital.
PDP-10máquina de tiempo compartido de 36 bits, con un éxito considerable.
PDP-11 (1970)el paradigma de los mini-ordenadores. Una máquina de 16 bits, considerada por muchos como el mejor conjunto de instrucciones de 16 bits, y un gran éxito de la compañía. El popular VAX desciende de este ordenador. Este modelo fue increíblemente longevo, durando más de 20 años, y su estructura fue emulada por muchos otros ordenadores, incluyendo el Motorola 68000. El juego de instrucciones de 16 bits del PDP-11 fue muy influyente, desde el Motorola 68000 al Renesas H8 y el Texas Instruments MSP430, inspirados por el juego de instrucciones orientado a registros generales y un rico modo de direccionamiento.
PDP-12descendiente del LINC-8. Ver LINC y Manual del usuario del PDP-12 (en inglés).
PDP-13no se utilizó esta designación, aparentemente por superstición.
PDP-14una máquina de 1 bit destinada a control industrial (PLC). Las últimas versiones (por ejemplo, el PDP-14/30) estaba basado en la tecnología física del PDP-8.
PDP-15la última máquina de 18 bits de DEC. Fue la única máquina de 18 bits construida con circuitos integrados tecnología TTL, en lugar de transistores discretos. Versiones posteriores se denominaron "familia XVM".
PDP-16utilizaba módulos de transferenca de registros, destinados principalmente para sistemas de control industrial, con más capacidad que el PDP-14. El  PDP-16/M fue introducido como la versión estándar del PDP-16.

## Computadores relacionados
- TX-0 diseñado por el Lincoln Laboratory del MIT, su importancia radica en que influyó en los prodcutos de DEC, incluyendo el diseño de Ben Gurley para el PDP-1
- LINC (Laboratory Instrument Computer), originalmente diseñado por el Lincoln Laboratory del MIT; algunos fueron fabricados por DEC. No formaba parte de la familia PDP, pero fue el progenitor del PDP-12. El LINC y el PDP-8 no pueden considerarse como los primeros minicomputadores, pero quizás fueron los computadores personales. El PDP-8 y el PDP-11 fueron los modelos más populares de la serie PDP. Digital nunca construyó un PDP-20, aunque el término se utilizó a veces para el PDP-10 corriendo el TOPS-20 (oficialmente conocido como el DECSYSTEM-20).
- SM EVM serie de computadores de la URSS
- DVK serie de computadores personales clones de los PDP desarrollados en la URSS en los '70.
- Elektronika BK
- UKNC